# Història de les Illes del Pacífic

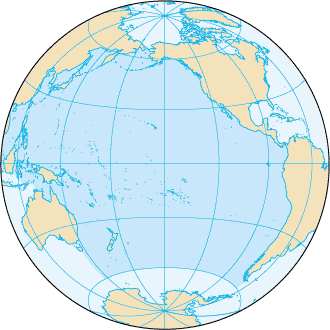
L'oceà Pacífic

La història de les illes del Pacífic abasta la història de les illes de l'oceà Pacífic.

## Història de les illes del Pacífic

### L'illa de Pasqua - rapanui
L'illa de Pasqua és un dels emplaçaments terrestres de més recent ocupació humana, i, és comunament acceptat que l'illa, és el territori més aïllat del planeta. Els seus habitants, els rapanui van resistir fams, epidèmies, guerres civils, incursions esclavistes i al colonialisme, van patir descensos molt greus de població en més d'una ocasió i van crear un llegat cultural que els ha atorgat una fama immensa en proporció amb la mida de la seva illa i el seu nombre d'habitants.

### Les illes Cook
Les quinze illes que conformen l'arxipèlag de les illes Cook van ser colonitzades per grups de les properes illes del que avui en dia s'anomena la Polinèsia francesa i Samoa al s. XIII dc La seva capital, Rarotonga és considerada per la tradició oral com a base dels vaixells waka que van colonitzar Nova Zelanda per primera vegada. La llengua maori de les illes Cook està estretament relacionada amb el llenguatge indígena, l'idioma maori que es parla a Nova Zelanda. El nom del país, prové del capità James Cook que desembarcament a les illes entre els anys 1733 i 1777.

### Illes Fiji
La Història de Fiji prové de temps molt antics. Al voltant de 1500 aC, les Illes Fiji van ser colonitzades per viatgers polinesis. Entre els anys 900-600 aC l'Illa Moturiki va ser colonitzada. Durant el segle V aC viatgers melanesis van arribar a Fiji barrejant-se amb la població local polinèsia, aquesta fusió dona lloc a la població moderna de Fiji. El 1643 dC, Abel Tasman va veure l'illa de Vanua Levu.

### Guam
La Història de Guam inclou diverses fases, entre elles l'arribada de les poblacions primitives, els Chamorro, l'evolució de la societat prèvia a l'arribada d'europeus, la colonització espanyola i l'actualitat, en què EUA exerceix el seu mandat a l'illa. El colonialisme a l'illa de Guam és el de més llarga trajectòria de les Illes pacífiques.

### Hawaii
La Història de Hawaii està unida a un fenomen de viatges polinesis major. Hawaii és una punta del Triangle Polinesi, una regió de l'oceà Pacífic formada per tres grups d'illes: Hawaii, l'illa de Pasqua i Aotearoa (Nova Zelanda). Les cultures illenques d'aquest triangle comparteixen una llengua semblant derivada de les Llengües malai-polinèsies parlat al Sud-est asiàtic fa 5.000 anys. Els polinesis també comparteixen tradicions culturals com la religió, l'organització social, els mites i la cultura material. Els antropòlegs creuen que tots els polinesis descendeixen d'una protocultura creada per grups Malai-polinesis que van emigrar del Sud-est asiàtic. Les cultures polinèsies principals són: Aotearoa, Hawaii, l'Illa de Pasqua, les Illes Marqueses, Samoa, Tahití i Tonga
En l'actualitat, encara no és clar qui va colonitzar Hawaii. Alguns creuen que els primers polinesis van arribar a l'illa al s.III dc des de les Illes Marqueses. A aquests primers pobladors, el 1300 dC els van conquerir colons de Tahiti. L'altre corrent d'opinió existent és de l'opinió que només va existir un període, molt prolongat en el temps de colonització.

### Indonèsia
A la història d'Indonèsia, els austronèsies, que formen la majoria de la població actual, van emigrar al Sud-est asiàtic des Taiwan. Va arribar a Indonèsia al voltant del 2000 aC, i confinar a la població nativa melanèsia a les allunyades terres de l'est conforme s'estenia el seu domini. La cultura Dong Són es va estendre a Indonèsia, portant tècniques com el cultiu d'arròs, sacrificis animals, el tractament del bronze, pràctiques megalítiques i els mètodes de teixir  ikat . Les condicions agrícoles ideals i el domini del cultiu de l'arròs fins i tot en dates tan primerenques com el segle viii aC, 
permetre a pobles, ciutats i petits regnes prosperar el segle I aC

### Japó
La història del Japó escrita, comença amb algunes referències en el s I dc a les Vint-i-quatre Històries, un recull de textos històrics xinesos. En qualsevol cas les troballes arqueològiques evidencien que hi havia gent vivint a les illes del Japó al Paleolític superior. Al voltant del 12.000 aC, el ric ecosistema de l'arxipèlag japonès van fomentar el desenvolupament humà, la ceràmica més antiga que es coneix pertany al període Jomon.